# Джон ван 'т Схіп
Джон ван 'т Схіп (нід. John van 't Schip, нар. 30 грудня 1963, Форт-Сент-Джон) — колишній нідерландський футболіст, що грав на позиції півзахисника.
Виступав за клуби «Аякс» та «Дженоа», а також національну збірну Нідерландів. У складі збірної — чемпіон Європи.
По завершенні ігрової кар'єри — тренер, очолює амстердамський «Аякс».

## Клубна кар'єра
Народився 30 грудня 1963 року в місті Форт-Сент-Джон, Британська Колумбія, але виріс в іншому місті з цього регіону Пауелл-Рівер, де і почав займатись футболом, перш ніж його сім'я переїхала назад у Нідерланди в 1972 році.

Джон ван 'т Схіп у 1992 році під час виступів за «Дженоа».

Там Джон став гравцем футбольної школи клубу «Аякс». Дорослу футбольну кар'єру розпочав 1981 року в основній команді того ж клубу, в якій провів одинадцять сезонів, взявши участь у 273 матчах чемпіонату. Більшість часу, проведеного у складі «Аякса», був основним гравцем команди. За цей час чотири рази виборював титул чемпіона Нідерландів (1982, 1983, 1985 і 1990), тричі ставав володарем Кубка Нідерландів (1983, 1986 і 1987), а також вигравав Кубок Кубків УЄФА (1987) та Кубок УЄФА (1992).
1992 року перейшов до клубу «Дженоа», за який відіграв 4 сезони. Граючи у складі «Дженоа» також здебільшого виходив на поле в основному складі команди і виграв з нею у 1996 році Англо-італійський кубок. Завершив професійну кар'єру футболіста виступами за команду «Дженоа» у 1996 році.

## Виступи за збірну
1983 року у складі збірної Нідерландів до 20 років став чвертьфіналістом молодіжного чемпіонату світу.
29 квітня 1986 року дебютував в офіційних матчах у складі національної збірної Нідерландів в матчі проти Шотландії (0:0).
У складі збірної був учасником чемпіонату Європи 1988 року у ФРН, здобувши того року титул континентального чемпіона, чемпіонату світу 1990 року в Італії, чемпіонату Європи 1992 року у Швеції.
Протягом кар'єри у національній команді, яка тривала 10 років, провів у формі головної команди країни 41 матч, забивши 2 голи.

## Кар'єра тренера
Після завершення ігрової кар'єри став тренером юнацької команди «Аякса». З 2001 по 2002 рік був асистентом Ко Адріансе в «Аяксі», але після звільнення Адріансе, Джон також залишив клуб і став головним тренером «Твенте», проте тренував команду з Енсхеде лише один рік.
У 2002 році ван 'т Схіп повернувся в амстердамський клуб і очолив резервну команду «Аякса». З 2004 по 2008 рік був асистентом головного тренера в збірній Нідерландів. У 2008 році, після призначення на пост головного тренера «Аякс» Марко ван Бастена, Джон залишив збірну і повернувся в «Аякс» асистентом тренера.
6 травня 2009 року, після відставки Марко ван Бастена, ван 'т Схіп був призначений виконувачем обов'язків головного тренера «Аякса» до 30 червня 2009 року, але через двадцять днів, 26 травня, ван 'т Схіпа на посаді головного тренера змінив Мартін Йол, який до цього керував німецьким «Гамбургом».
У жовтні 2009 року Джон очолив австралійський клуб «Мельбурн Гарт», який був заснований тільки в 2008 році, тому для команди ван 'т Схіп став першим тренером в історії. У сезоні 2010/2011 «Мельбурн Гарт» (з 2014 року — «Мельбурн Сіті») був уперше включений в список учасників чемпіонату Австралії.
У квітні 2012 року мексиканська «Гвадалахара» оголосила через свій Twitter-акаунт, що Ван 'т Схіп буде новим тренером клубу. Схіп був звільнений від своїх обов'язків за кілька днів до початку Клаусури 2013 року. Його замінили колишнім тренером «Чіваса» Бенхаміном Галіндо.
30 грудня 2013 року Ван 'т Схіп повернувся в «Мельбурн Гарт». З командою став володарем Кубка Австралії у сезоні 2016 року. 3 січня 2017 року Ван 'т Схіп пішов з поста менеджера «Мельбурн Сіті» і повернувся в Нідерланди, щоб допомогти доглядати за невиліковно хворим батьком.

## Титули і досягнення

### Як гравця
- Чемпіон Нідерландів (4):

«Аякс»: 1981–82, 1982–83, 1984–85, 1989–90
- Володар Кубка Нідерландів (3):

«Аякс»: 1982–83, 1985–86, 1986–87
- Володар Кубка Кубків УЄФА (1):

«Аякс»: 1986–87
- Володар Кубка УЄФА (1):

«Аякс»: 1991–92
- Чемпіон Європи (1):

Нідерланди: 1988

### Як тренера
- Володар Кубка Австралії (1):

«Мельбурн Сіті»: сезоні 2016 року